# プラナス・ガール
『プラナス・ガール』は、松本トモキによる日本の漫画作品。『ガンガンパワード』（スクウェア・エニックス）にて2度読み切り掲載された後、『月刊ガンガンJOKER』（同）創刊号より連載。2013年4月号をもって完結。単行本は全6巻。
過去には『ガンガンONLINE』にて、2009年4月22日より読み切り分が掲載されていた。また、『女装少年アンソロジー』（同）に外伝となる1.5話が収録された。ドラマCDが2010年4月23日に発売された。

## あらすじ
成績優秀、スポーツ万能の槙は、私立緑乃丘高校の合格発表を見に来た時に風に飛ばされた一枚の受験票を拾い、その持ち主である少女、藍川絆と出会って一目惚れしてしまう。緑乃丘に入学して2人は同じクラスになったが、初日の自己紹介で絆の口から男であることを告げられる。しかし絆は槙を気に入ったのか、小悪魔的な言動で槙を振り回すようになり、「平凡な日常」を思い描いていた槙の理想とはかけ離れた学校生活が始まった。

## 登場人物
キャストはドラマCD版のもの。登場人物の姓はすべてア段で始まることが単行本最終6巻のあとがき漫画で明かされている。

### 主要人物
槙 まきと（まき まきと）
声 - 日野聡
本作の主人公。1年Aクラス所属。右利き。どちらかと言うと寡黙な方で、中学時代はさらに寡黙だったらしい。一人でのんびり過ごすのを好む。長身で容姿端麗、成績優秀、しかもスポーツ万能であり、女子から大変な人気があるが、恋愛に関しては不器用なくらいに保守的であり、生来の面倒くさがり屋の性格もあって、告白されてもすべて断っている。
高校の合格発表の際、偶然に風に飛ばされた受験票を拾ったことがきっかけで絆と出会い、一目惚れするが、クラスでの自己紹介で絆が男だと知り衝撃を受ける。もともとは「平凡な日常」を望んでいたが、絆の小悪魔的な言動に振り回され、その望みとはかけ離れた毎日となっている。しかしそんな日々を送るうちに、いつの間にか自分の横に絆がいることが当たり前のように思うようになり、やがて絆に対して男であることを承知した上で好意を持っていることを自覚する。
学校の男子寮で一人暮らしをしている。手先が器用で家事も得意。特に料理の腕はかなりのもので、ケーキも作れる。そのため友人たちからは「女子力高くない!?」とまで言われている。
家族としては、メールの文面のみだが母親が登場している。
下の名前は単行本6巻のおまけページにて明かされたが、作中には登場しない。なお、絆からは従来は「槙くん」と呼ばれていたが、最終回後の『後日談』では「まきくん」と呼んでおり、下の名前を縮めた愛称である可能性がある。ちなみに、中学時代には「まきまき」というあだ名で呼ばれていたことを紫苑が暴露している。
藍川 絆（あいかわ きずな）
声 - 南條愛乃
本作のヒロイン。1年Aクラス所属。両利き。男であると公言しているが、学校でもプライベートでも常に女装しており、外見や声は女子そのもの。女装するようになった理由は「似合ってるから」。ただし一度だけ、槙の男子用制服を借りて登校したことがある。また本人曰く、自前の男子用制服も一応は持っているらしい。
勉強は苦手だが、これは緑乃丘高校のレベルが相当に高いせいでもあり、本人によれば中学時代は成績は良かったという。中学からの内部生である笹木野によれば、中高一貫校である緑乃丘はかなりレベルが高く、高校からの編入も非常に高倍率で難関とのこと。スポーツはきわめて得意。
男であるという決定的な身体的証拠は描写されていないが、本人は自分が男であり、自分の格好が「女装」であると最初から明言している。また1.5話および本編第4巻では学生証に「男」と記載されているという描写もある。しかし誰が見ても美少女にしか見えず、性格も明るく社交的で、男心に通じ女子の相談にもよく乗ったりしていることなどから、男女双方から非常に人気がある。入学早々に学校ではアイドル的な存在となり、校内に非公式ファンクラブまで存在している。その可愛らしい容姿と男であることを利用し、小悪魔のような言動でしばしば槙を翻弄しているが、槙のことは心から信頼している。そして実は合格発表での初対面の時にほとんど一目惚れで槙に好意を抱いていたらしい。この出会いが、絆が女装を続ける理由のひとつにもなった模様。
父親は建築デザイナー、母親は服飾デザイナーであり、どちらもイタリアに住んでいる。そのため叔母の家に下宿しているが、何かと理由をつけて槙の部屋に入り浸るようになっている。料理をはじめとして家事全般がまったく駄目で、槙からは「妙なところが男らしい」と言われている。しかし槙が料理をする時にはよく手伝いをしているらしい。槙の部屋で行なわれたクリスマスパーティーでは、その様子を見た他の友人たちから「なんつーかもう夫婦（？）じゃね……？」と言われている。

### 1年Aクラス
槙と藍川のクラスメートたち。特筆のない限り、主なクラスメートは第2回読み切りから本格的に登場している。門山・笹木野らしきモブは第1回読み切りから登場しているが、顔ははっきり描かれていなかった。
花坂 紫苑（はなざか しおん）
声 - 生天目仁美
2巻（8話）から登場。槙の中学時代の同級生。左利き。中学当時は一種のライバルのような関係だったらしい。槙の初恋相手を取った恋敵でもある、と主張しているが、実際はそうではなかった。一年生の二学期に緑乃丘高校のAクラスに転入してきた。初登校は夏休み中の一斉登校日。
初登校時の自己紹介でレズビアンであることを堂々と宣言しており、槙は中学時代からそのことを知っていた。槙のことは、恋愛感情はないものの、友人としては好きであるという主旨の発言をしている。
明るく気さくな性格のため、男女を問わず人気がある。ただし、恋愛対象はあくまで女性のみであり、勘違いした男子から告白されてもすべて断っている。
門山 優（かどやま すぐる）
槙の友人。実家は海の近くの旅館をやっている。バスケ部所属。
ノリが軽く女好きだが、本人曰くモテないらしい。絆が男と聞いた後も、可愛いからという理由で気にせず近づこうとしている。第2回読み切りでは、未成年ながら飲酒をしていた。
槙や笹木野からはアホと呼ばれ、宿題も槙から借りて写させてもらったりしているが、学業成績は笹木野（賢）よりもいい方らしい。
笹木野 賢（ささきの けん）
槙の友人。登場人物の中ではもっとも常識人で、ツッコミ役に回ったり、槙の相談に乗ることもある。また頭もかなり切れるようで、参謀的な役回りになることもある。学業成績も優秀な方だが、文系教科を苦手としている。
恵の双子の弟。
朝倉 あさみ（あさくら あさみ）
仲良し3人組の一人。ヘアピンをつけている。絆とも仲がいいらしく、恋の相談をしている（相手は槙）。
おとなしく引っ込み思案で、また極度の怖がり。そのためにイジられ役に回ることが多い。
橘 のん（たちばな のん）
仲良し3人組の一人。3人の中ではもっともノリがいい。よくあさみをからかっている。
自覚していなかったがレズビアンの気があったようで、紫苑のことが好きになってしまう。
笹木野 恵（ささきの けい）
仲良し3人組の一人。当初「めぐみ」と読み仮名が振られていたが、作者によると「けい」が正しいとのこと。
賢の双子の姉だが、賢からはよく子供扱いされている。賢に対して実の弟という以上の感情を抱いている模様。
八乙女 塔子（やおとめ とうこ）
4巻（18話）から登場。成績優秀なクラス委員長で、同時に1年生ながら生徒会副会長も務める優等生。しかしガチガチに真面目というわけでもなく、理解がある。眼鏡をかけ、髪の左側をピンで留めている。
槙に異性として好意を抱いているが、男女交際をしたいというわけではないらしく、ある日の放課後に告白だけしてさっさと帰ってしまった。理由は本人曰く「不純異性交遊をガンガン行なう副会長とかマズい」からとのこと。絆のことも好きで、家に持って帰っていろいろ服を着せてみたいと発言している。また女性とのキスにも興味があると言い、花坂をたじろがせた。
無表情だが、その外見に反して言動は常に限りなく直接的で、時に相手を困惑させる。しかしそれは単に素直すぎるほどに素直で、嘘を言ったり隠し事をしたりしないということらしい。

### 1年Cクラス
佐東 春子（さとう はるこ）
読み切り第1話にて登場。槙に好意を抱き、プリントを持ってもらって仲良くなろうとしたが失敗する。その後、眼鏡をかけて腐女子化しており、槙と絆のカップリングにはまっている様子。百合もいけるらしく、紫苑と佳奈のやりとりを見て鼻血を流していた。
実はかなりの美人でスタイルもよく、腐女子化する前は読モをしていた。また男性用・女性用を問わず凝った衣装を自作できるなどいろいろとスペックが高い。
若草 佳奈（わかくさ かな）
4巻（22話）から登場。槙・紫苑の中学時代の同級生。槙の初恋の相手だったが、実はレズビアンで、紫苑が主張していた話とは逆に、実際は自分から紫苑に告白して付き合っていた。中学卒業後いったんは紫苑と同じ高校に進学したが、ある事情から紫苑が自ら身を引いて姿を消したのを追って緑乃丘高校に転校してきた。
父親は大きな企業グループのCEO。父親には紫苑との交際を猛反対されている。

### 生徒会
内藤 クリス（ないとう くりす）
4巻（18話）から登場。生徒会長。眼鏡をかけている。自らを「クリス」と呼び、他人にもそう呼ばせようとするなど、ユニークかつ濃い言動が目立つ。しかも長髪・手袋・白い制服という完全に校則違反の姿をしている。ただし、生徒からは「面白いから」という理由で人気があり、教師からも黙認されている模様。八乙女からは、「会長から面白さを取ったら、成績も平均・運動も平均の平凡な生徒でしかない」と評されている。
校内の人気者である槙と絆を強引に生徒会にスカウトしようとした。
藍川絆ファンクラブ(AKFC)創立者「ナンバー00」でもある。
朝倉 しずや（あさくら しずや）
4巻（19話）から登場。生徒会副会長。眼鏡をかけており、いかにも切れ者の優等生という感じの外見をしている。あさみの兄でもある。
ユニークな会長に手を焼きつつ、もう一人の副会長である八乙女とともに生徒会の実務を取り仕切っている模様。

### 緑乃丘高校の職員
神高 絢子（かんだか あやこ）
3巻（14話）から登場。ただし13話の最後で1コマ描かれた補修の先生がそれらしき後姿である。1年Aクラス担任で、担当教科は数学。メガネをかけた厳しい雰囲気の女教師。蘭とは同級生で、共に緑乃丘高の出身。今も蘭には部屋に居座られるなど振り回されている様子だが、「夜」はその蘭と恋人同士という「花坂の同類」。藍川の女装についても学校公認のごとく理解ある立場を取っている。
乱橋 蘭（らんばし らん）
緑乃丘高校の代理理事で、絢子の恋人。生真面目な絢子とは違って自由奔放な性格だが、高校時代から優秀で現在は経営者として海外を多く回っている。そのためあまり学校にはいない様子だが、学校では歳甲斐なく女子の制服を着こなしており、生徒からは「蘭ちゃん」と呼ばれ親しまれている。代理理事としては2巻（9話）から幾度となくその存在が言及されていたが、はっきりした顔や素性が描かれたのは5巻（32話）から。
萩長（はぎなが）
麦わら帽子などのラフな格好で用務員のごとく学校にいる初老の年配者。中性的な顔だちをしており、性別は明言されていない。体格はスマートで胸がまったく無い一方で、言葉遣いは女性的である。5巻（32話）で代理理事の正体が明かされた際に登場した緑乃丘高校の本来の理事長先生であるが、現在の緑乃丘でそれを知る者は少ない。
化学教師
白鬚に禿頭で鋭い目つきという貫禄ある顔つきをした老人で、通称「仙人先生」。本人も承知しており、仙人玉と称してドライアイスで霞隠れの術を披露してみせた。出番は少ないが、さりげなく連載初回（1巻3話）から紹介付きで登場している。

### その他
谷郷 猛（やごう たけし）
緑乃丘高校2年Bクラスの先輩で、藍川の熱烈なファン。運動能力は全国クラスという筋骨隆々の暑苦しい男で、声が大きく自信家。槙とはいつか決着を付けなければ気が済まないと意気込んでいて槙もうんざりしているが、内藤からは「アレはアレで面白い」、八乙女からは「ただのヘンタイさんではなかった」などと言われている。藍川には事あるごとに執拗に迫っており、藍川の非公式ファンクラブからも問題視されている。3巻（17話）から登場しているが、上の名前が出たのは5巻（28話）から。下の名前は6巻（36話）で判明。
矢ヶ崎 陸（やがさき りく）
3巻（15-16話）で登場した、第二西高校の1年生。藍川を女と疑わず本気で告白して引かなかったため、槙が恋人役となって3人でダブルデートを行うが、最終的には槙と藍川の仲を認めて身を引いた。

## 単行本
1. 2009年8月22日発売 ISBN 978-4-7575-2656-3
2. 2010年3月20日発売 ISBN 978-4-7575-2825-3
3. 2010年11月22日発売 ISBN 978-4-7575-3069-0
4. 2011年8月22日発売 ISBN 978-4-7575-3338-7
5. 2012年5月22日発売 ISBN 978-4-7575-3603-6
6. 2013年8月22日発売 ISBN 978-4-7575-4013-2